# 生物兵器
生物兵器（せいぶつへいき）とは、細菌やウイルス、それらが作り出す毒素などを使用し、人間や動物に対して使われる兵器のこと。1925年国際法（ジュネーヴ議定書）で使用が禁止された。生物兵器を使用した戦闘を生物戦（せいぶつせん）という。

## 特徴

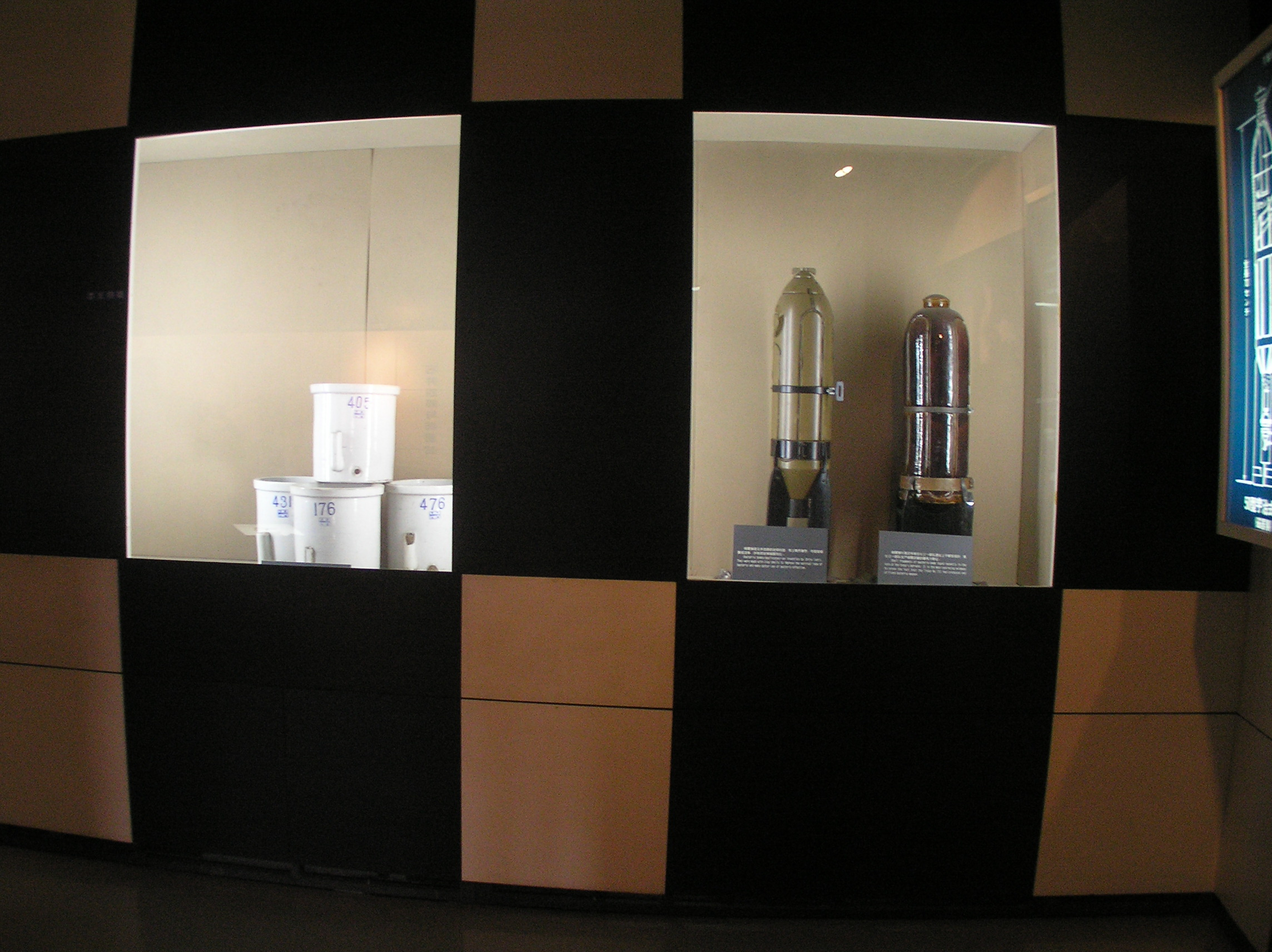
中国で731部隊が実際に使用したといわれている細菌兵器。

歴史上、医学や細菌学の研究、生物兵器に対する防御法の研究という建前でひそかに各国で生物兵器の開発が行われていたことがあり、現在でもその可能性は高い。
核兵器などに比べて簡単に入手ができ、ある程度の知識と設備があれば培養も容易で（失敗したとはいえ、オウム真理教が炭疽菌を培養して散布した）、与える被害が非常に大きいことや以下の特徴からテロリズムなどに使われることが危惧されている。
核兵器、生物兵器、化学兵器の3つをあわせて大量破壊兵器、またはこれら3つの頭文字を取ってNBC兵器もしくはABC兵器と呼ぶ。核兵器の開発は高度な技術と施設が不可欠であり、化学兵器も兵器として十分な量を製造するためにはそれに伴う規模の施設と原料が必要となる。
一方、生物兵器はある程度の知識と技術があれば大がかりな設備がなくても製造することができるものも存在し、最も費用対効果に優れる。反面、使用時の外部条件（例えば気象）に左右される部分が多いことや、与える被害を予測しにくいことなど、他の二つに比べると兵器としての利点は少ない。だが例えば、世界的に甚大なダメージを無差別に与えることを目的とする場合など、生物兵器が有効である場面は多々存在する。
生物兵器が化学兵器と大きく違うところは、細菌兵器を例にすると、感染してもすぐには効果が現れず、人から人への感染を起こすことである。感染の方法、感染力はベースとするものにより様々であるが、生物兵器の多くは生物から生物へ感染する。化学兵器は風の影響や、付着していた化学兵器の蒸発による二次被害などがあるものの、基本的に被害は散布された周辺のみにとどまり、時間が経てば自然に消滅する。しかし、生物兵器は感染者が移動することにより広範囲にわたって影響を及ぼす。特に第二次世界大戦後は、丸一日あれば飛行機で世界のどこにでも行けるほど移動手段が発達しているため、想定を大きく超えた被害が発生する可能性がある。
特にテロリズム(以下、テロと呼称)に使用されやすいとする、もう一つの理由は潜伏期間の問題で、感染してから数日経ってから発病するため、感染経路の特定が難しく、その間に実行犯は国外などへの逃走が可能となる。
世界保健機関は、生物兵器はそれがもたらす傷病を別にしても、人々に恐怖を与え人間不信に陥れるという意味で心理戦としても使用されるとしている。
実際に病原体がテロに使用された生物兵器テロ事件の例としては、2001年のアメリカ炭疽菌事件、日本国内では、オウム真理教による1993年の亀戸異臭事件（炭疽菌を使用、失敗に終わったためテロ未遂事件とされている）、そして同教団による1995年の霞が関のボツリヌス菌散布（こちらも失敗に終わった）が挙げられる。

## 生物兵器の歴史
古代ギリシアでは、アテナイ軍がヘレボルスという有害な植物をキルハの水源に投入し、住民は激しい下痢をおこし、アテナイ軍は侵略することができた。
アレキサンダー大王は、死体を投石器によって敵軍の中に投げ込み、敵の中に疫病を発生させようとした。
東ローマ帝国は城壁都市に昆虫爆弾を使い、トンネルに蜂を放って敵を撃退したり、サソリを入れた爆弾を投げつけたりした。
西暦1000年から1300年には、蜂の巣の投下が行われた。
1348年にはジェノバの港街カッファでモンゴル軍が生物兵器として病気の患者の死骸を投下し、ペスト（黒死病）を広めた。
1710年、エストニアのタリン（レヴァル）でペストが広められた。
1763年6月、ポンティアック(オブワンディヤグ)の叛乱で天然痘に汚染された毛布やハンカチが配布され、ジェフリー・アマースト少将は「忌まわしい人種を絶滅させる」と述べた。また、アメリカ独立革命で天然痘が繰り返し発生したが、これも細菌戦としておこなわれたという。

## 生物兵器への対応
生物兵器に対する最も有効な対応は、兵器として使用する可能性のある国家・組織に生物兵器を保有させないことである。万が一生物兵器が使用された場合には、感染拡大を防ぐため、患者の隔離と治療を行う必要がある。

### 保有の禁止
生物兵器は従来より戦争で使用する兵器としての保有は生物兵器禁止条約で禁止されている。
1995年の地下鉄サリン事件を受け、世界的に化学兵器及び生物兵器の保有に関する法体制の整備が進む。特にアメリカは2001年に炭疽菌を使用したテロが発生し、法整備がなされた。
日本では1982年に生物兵器禁止法が制定されている。

### 隔離・治療
多くのウイルスや細菌は人から人への感染を起こすため、感染者の隔離が有効な対策となる。
通常は患者を隔離し、患者と接触した人へのワクチン注射を行えば感染を防ぐことができる。しかし、兵器として使用された場合には、多くの人が感染することになるため、通常の隔離では対応しきれない。そのため状況に応じて感染者が多い地区の封鎖や、最悪の場合その国家への渡航を禁止し、国境を閉鎖する必要がある。

## 主な生物兵器

### 炭疽菌
炭疽菌は非常に取り扱いやすく、発芽するまでは各種薬品や紫外線などに対する耐性も非常に強い。
しかも、肺に感染する肺炭疽にかかった場合には致死率が90%前後に達する。そのため炭疽菌は従来より生物兵器の代表格とされており、2001年には実際にアメリカでテロに使用され、死者を出している。日本でも、1993年にオウム真理教が東京都江東区亀戸の新東京総本部（登記上の主たる事務所でもあった）で実際に噴霧している。死傷者こそ出さなかったものの悪臭が周辺に漂う騒動となった（亀戸異臭事件）。
自然界における炭疽菌への感染は、炭疽菌が含まれる土壌などへの接触によることが一般的である。この場合炭疽菌は皮膚に感染（皮膚炭疽）するが、この皮膚炭疽は治療を行わなかった場合でも致死率は約20%、適切な治療を受ければ約1%まで下げることが可能で、（兵器としては）それほど問題はない。
兵器として使用する場合は皮膚炭疽では威力不足であるため、空気中に散布して肺に感染させる必要があるが、エアロゾル化にはある程度の技術力が必要である。
炭疽菌に有効なワクチンは存在するが、
1. 接種に手間がかかること。
2. 1年ほどしか効果がないこと。
3. 弱いながらも副作用が発生する可能性が比較的高いこと、

などから、一般的には使用されていない。
炭疽菌は感染力が弱く、人から人へ感染することはない。これは、被害範囲を制御可能にし、自軍への安全確保という面では利点である。ただし、炭疽菌は芽胞状態で長期間土壌に残留し、使用した土地への自軍兵士の進出を困難にする。第二次世界大戦中にイギリス軍が炭疽菌の実験を行った グリュナード島では、汚染除去に多額の費用がかかるため、長期間立ち入りが禁止されていた。1986年になって、ホルマリン消毒や表土の剥ぎ取りが実施された。また、ソ連のスヴェルドロフスク炭疽菌漏出事故では、殺菌作業中に菌が空中に舞い上がり、1か月半にわたって死者が出た。

### 天然痘
天然痘は1980年に撲滅がWHOから宣言され、以降種痘の接種は行われなくなった。そのため現在では多くの人が天然痘に対する耐性を持っていない。このような状況で天然痘によるテロが起きた場合、速やかな対処は不可能である。撲滅宣言後にも、ソ連は天然痘ウイルスを生物兵器として極秘に量産、備蓄しており、ソ連崩壊後にウイルス株や生物兵器技術が流出した可能性が指摘されている。
万が一の事態に備え、各国では天然痘に限らず、各種ウイルスに対するワクチンの保管をある程度行っている。アメリカ合衆国連邦政府はバイオテロなどに備えて、全国民に接種できる量の天然痘ワクチンの備蓄を決定し、2001年に1200万人分だった備蓄量を、2010年までに3億人分まで増やした。

## 生物兵器の種類
- ウイルス
  - 天然痘ウイルス
  - 各種出血熱ウイルス
    - エボラウイルス（エボラ出血熱）
    - マールブルグウイルス
    - クリミア・コンゴ出血熱ウイルス
    - ラッサウイルス
    - アレナウイルス（南米出血熱の病原体）
    - ハンタウイルス（腎症候性出血熱）
    - 黄熱ウイルス
    - デングウイルス（デング熱の病原体）
    - SFTSウイルス

  - ベネズエラウマ脳炎ウイルス[4]
  - ウエストナイルウイルス
  - 日本脳炎ウイルス

- 細菌
  - 炭疽菌[4]
  - ブルセラ属（マルタ熱の病原体）[4]
  - オウム病クラミジア
  - コレラ菌
  - ペスト菌[4]
  - ボツリヌス菌
  - 破傷風菌
  - 赤痢菌
  - 腸管出血性大腸菌O157
  - 野兎病菌[4]
  - 鼻疽菌[4]
  - 類鼻疽菌[4]
  - 腸チフス菌、パラチフス菌
  - サルモネラ菌(1984年アメリカ)[4]
  - ジフテリア菌
  - 結核菌

- 真菌
  - コクシジオイデス
  - クルシディオイドマイセス
  - クリプトコッカス
- リケッチア
  - リケッチア・プロワゼキ（発疹チフス病原体)[4]
  - コクシエラ・バーネッティ(Q熱病原体)[4]
  - ロッキー山紅斑熱

- 毒素
  - ボツリヌス毒素
  - ブドウ球菌毒素（エンテロトキシン）
  - 破傷風菌毒素
  - ベロ毒素、志賀毒素
  - コレラ毒素
  - リシン
  - 貝毒

### 米国CDCによる生物兵器の格付け
米国CDCでは生物兵器として利用される可能性の高い病原体のリスクについて以下のような格付けを作成している。
カテゴリーA
最優先の病原体で、以下の理由から国の安全保障に影響を及ぼす病原体を指す。
- 容易に人から人へ伝播される。
- 高い致死率で公衆衛生に大きなインパクトを与える。
- 社会にパニックや混乱を起こすおそれがある。
- 公衆衛生上、特別の準備を必要とする。

ここに分類される病原体には炭疽菌、ペスト菌、ボツリヌス菌、野兎病菌、天然痘ウイルス、各種出血熱ウイルスなどが挙げられる。
カテゴリーB
第二優先度の病原体で以下の特徴を有する。
- 比較的容易に伝播される。
- 中程度の発病率と低い死亡率。
- CDCの診断能力の強化と疾病サーベイランスの増強を必要とする。

腸管出血性大腸菌O157や赤痢菌など経口感染する病原体もここに含まれる。
カテゴリーC
潜在的に脅威となり得るもの。ニパウイルスやハンタウイルスなど新興感染症の病原体も含まれる。
| カテゴリー | ウイルス | 細菌 | 真菌、原虫、寄生虫     | 毒素                                                             |
| ---------- | --- | --- | ---------------------- | ---------------------------------------------------------------- |
| A          | - 天然痘ウイルス - 各種出血熱ウイルス - エボラウイルス - マールブルグウイルス - クリミア・コンゴ出血熱ウイルス - ラッサウイルス - アレナウイルス ※ここに分類されるウイルスはすべて世界保健機関（WHO）のリスクグループ4の病原体に指定されており、実験室・研究施設で取り扱う際のバイオセーフティーレベルは最高度の4が要求される。 | - 炭疽菌 - ペスト菌 - ボツリヌス菌 - 野兎病菌 ※ボツリヌス菌以外はWHOのリスクグループ3病原体であり、バイオセーフティレベル3以上の実験室でのみ取り扱うことができる。ボツリヌス菌はリスクグループ2。                                         |                        | - ボツリヌストキシン                                             |
| B          | - ベネズエラウマ脳炎ウイルス - 東部ウマ脳炎ウイルス - 西部ウマ脳炎ウイルス など | - コクシエラ・バーネッティ - 発疹チフスリケッチア - ブルセラ菌 - 鼻疽菌 - 類鼻疽菌 - オウム病クラミジア - 黄色ブドウ球菌 - 経口感染する病原体 - 腸管出血性大腸菌O157 - 赤痢菌 - 腸チフス菌 - パラチフスA菌 - サルモネラ菌 - コレラ菌 など | - クリプトスポリジウム | - ベロ毒素（志賀毒素） - 黄色ブドウ球菌エンテロトキシン - リシン |
| C          | - ニパウイルス - ハンタウイルス - 黄熱ウイルス - ダニ媒介性脳炎ウイルス など | - 結核菌 |                        |                                                                  |

## 各国の事例

### アメリカ合衆国

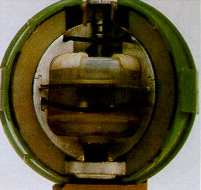
生物兵器禁止条約批准以前に配備されたE120生物爆弾。

アメリカの生物兵器研究は、フランクリン・ルーズベルト大統領とアメリカ合衆国陸軍長官のもとで1941年10月に開始され、生産施設はインディアナ州テラ・オートに建設された。フレデリックのフォート・デトリックの施設で、対人および穀物を対象とした対植物兵器が開発された。アメリカは炭疽菌、Q熱、ブルセラ菌、ボツリヌス菌、野兎病菌、ウマ脳炎ウイルスなどの大量生産と兵器化に成功した。
英国や旧ソ連などの科学者からなる国際科学委員会は1952年に、朝鮮戦争でアメリカは日本軍の731部隊のデータをもとに細菌戦を実施したとしている。歴史家のキャサリン・ウエザースビーはこれを北朝鮮、ソ連、中国が捏造したプロパガンダとしている。メリーランド大学のミルトン・ライテンバーグは、1998年にソ連共産党中央委員会の文書を入手し、そこに「米国人に対する非難は架空のものだ」と書かれていることを明らかにした。
1969年にニクソン大統領は攻撃用の生物兵器の研究開発を中止することを決定した。この決定に至った理由は、ベトナム戦争の枯れ葉剤の使用で非難を浴びていたこと、生物兵器の開発競争によって多くの国が安価に生産できる大量殺戮兵器の保有国になるとアメリカの軍事力が相対的に低下すること、生物兵器に自国にも被害を及ぼす可能性のあるブーメラン効果があること、などが指摘されている。
アメリカは1975年1月22日にはジュネーヴ議定書を批准、1975年には生物兵器禁止条約（BWC）を批准した[Kissinger 1969]。
- ラジニーシ教団によるバイオテロ事件（バイオテロの中で最大規模）
- アメリカ炭疽菌事件

### 日本
- 731部隊
- 亀戸異臭事件

### ソ連
ソ連は1972年に生物兵器禁止条約に署名したが、それ以後、密かに生物兵器の開発を強化した。ソ連は次の11種を生物兵器化し、貯蔵していた（そしてさらに多くの種に対して基礎研究を進めてきた）。炭疽菌、ペスト菌、野兎病菌（ツラレミア）、鼻疽菌、ブルセラ菌、コクシエラ菌（Q熱）、ベネズエラ馬脳炎ウイルス、ボツリヌス菌、ブドウ球菌エンテロトキシンB、天然痘ウイルス、マールブルグウイルス。これらのプログラムは膨大になり、52の極秘施設で5万人を超える人々を用いて実施された。例えば、兵器化された天然痘の年間生産能力は90～100トンだった。1980年代と1990年代には、これらの生物兵器の多くが熱、寒冷、抗生物質に耐性を示すように遺伝的に改変された。1990年代にボリス・エリツィンは、1979年に68人以上の死者がでたスヴェルドロフスクでの事故の原因が炭疽菌漏出であること、また攻撃的な生物兵器開発を行っていたことを認めた。ソ連崩壊後、これらの生物兵器技術は他国に流出したといわれる。生物兵器開発の責任者でありアメリカに亡命したカナジャン・アリベコフは1999年に、著書「バイオハザード」でソ連の生物兵器開発について詳述した。
ステプノゴルスク細菌科学技術研究所は、炭疽菌の感染症（炭疽症）による細菌攻撃の開発を行った。ヴォズロジデニヤ島では1930年代から生物兵器の研究が開始され、1992年まで実験が行われていた。ロシア国立ウイルス学・生物工学研究センターは生物兵器の開発拠点と目されていた。

### 中華人民共和国
中国では1980年代に生物兵器開発計画が行なわれた。ソ連の生物兵器開発機関バイオプレパラトの元指揮官の一人であるカナジャン・アリベコフは、ソ連は偵察衛星により、中国の核弾頭試験場近くで生物兵器研究施設及び製造工場の存在を確認していたと断言した。ソ連は、1980年代後半に中国の2つの地域で別々に発生した出血熱の流行が、ウイルス性出血熱を引き起こす生物兵器の開発を行なっていた研究施設が原因であると疑った。
1997年1月、アメリカ合衆国国務長官マデレーン・オルブライトはイラン他の国へ中国が生物兵器を輸出している疑いがあると述べた。2002年1月16日、合衆国は従来からの主張に基づき中国の3企業に対し生物兵器の製造に使用される材料をイランに供給したとして制裁措置を課した。これに対し、2002年後半に中国は軍民両用に利用可能な生物学的技術について「生物両用品及び関連設備・技術輸出管理条例」を施行した。

### 朝鮮民主主義人民共和国
2001年、中国人民解放軍の調査で、コレラ、炭疽菌、発疹チフスなど約15種類の病原微生物を年間約1トン以上も生産・保管できる能力があることが確認されている。
2009年、韓国国防省は、北朝鮮が2500 - 5000トンの化学兵器と、生物兵器に使われる13種類のウイルス・細菌を保有している可能性があると指摘し、北朝鮮を世界最大の化学・生物兵器保有国の1つと認定している。
韓国の政府系シンクタンクである韓国国防研究院が2016年に発刊した資料によると、北朝鮮が保有している生物兵器用の病原微生物は全13種で、そのうち兵器化が進んでいると推定されるのは炭疽菌、天然痘、ペスト、コレラ、ボツリヌス菌の5種である。
2020年の米陸軍省の報告書は、北朝鮮が韓国・アメリカ・日本に向けたミサイル搭載可能な炭疽菌・天然痘を兵器化した可能性があると指摘している。

## 生物兵器を扱った作品

### 映画
- 『アンドロメダ…』 - マイケル・クライトンのSF小説『アンドロメダ病原体』を原作とした映画。
- 『バイオハザード (映画)』 - カプコンのホラーアクションアドベンチャーゲーム『バイオハザード (ゲーム)』を原作とした映画。
- 『沈黙の陰謀』 - スティーヴン・セガール主演の映画。テロリストにより新型ウイルスが散布される。
- 『アウトブレイク』 - ダスティン・ホフマン主演の映画。アメリカ軍が開発したウイルス兵器が漏出する。
- 『ミッション:インポッシブル2』 - トム・クルーズ主演の映画。架空のウイルス「キメラ」と特効薬「ベレロフォン」が登場する。
- 『インフェルノ』 - トム・ハンクス主演の映画。ウイルス散布により強制的に人口を削減せんとする陰謀が描かれる。
- 『28日後...』 - キリアン・マーフィー主演の映画。人間を狂暴化させるウイルスが蔓延した世界でのサバイバルを描くホラー。
- 『コンテイジョン』 - マット・デイモンら主演の映画。致死率の高いウイルスによるパンデミックの脅威を描くスリラー。

### ドラマ
- 『V (1983年のテレビドラマ)』 - エイリアン“ビジター”に対するバクテリア「赤い粉」が登場する。
- 『スニッファー 嗅覚捜査官 スペシャル』 - 阿部寛主演のNHKドラマ。嗅覚捜査官が遺体の臭いから細菌兵器を使ったバイオテロを予測する。
- 『インハンド』 - 山下智久主演のTBSドラマ。第11話で米軍が強化した新型エボラウイルスが登場する。

### 小説
- 『合衆国崩壊』（トム・クランシー） - アメリカによる中東への軍事介入を事前に防ぐため、イランがエボラウイルスをアメリカ国内にばらまき、感染が広がる。
- 『アンドロメダ病原体』（マイケル・クライトン） - 漏出した細菌兵器により人類が絶滅の危機に陥る。
- 『復活の日』（小松左京） - 漏出した細菌兵器により人類が絶滅の危機に陥る。
- 『ザ・プリティ・ボーイ』（落合信彦） - 人類の間引きを目的としてウイルスが開発され「AIDS」と名付けられる。
- 『悪魔の摂理』（柘植久慶） - 生物兵器による人類の間引きが実行される。
- 『家畜人ヤプー』（沼正三） - 最終戦争にて「ω熱（オメガ・フィーバー）」というウイルス兵器が使用される。
- 『処刑軍団』（大藪春彦） - ターゲットのいる施設の警備を突破するため自衛隊研究所から盗み出した「ゲルトネル菌」を水道に混入させた。

### 漫画
- 『ブルーシティー』（星野之宣） - 隕石落下と同時に蔓延した謎の奇病により人類が水棲人に変貌していくが、それは一人の科学者が作り出した細菌によるものだった。
- 『ゴルゴ13』（さいとう・たかを） - 細菌兵器によるエピソードが何本かある。
- 『クレオパトラD.C.』（新谷かおる） - エピソード「ライジング・コネクション」において穀物の遺伝子を変容させるウイルスが散布される。
- 『砂の薔薇』（新谷かおる） - エピソード「アトミック・コネクション」で原発の警備を突破するため、テロリストが強化されたインフルエンザ・ウイルスを使用する。
- 『スリック・スター』（板橋しゅうほう） - 特定の人物のみを殺害するための「暗殺細菌」が登場する。
- 『超人ロック』（聖悠紀） - エピソード「虚空の戦場」において惑星防衛システムとしてウイルス兵器が散布されている。
- 『銀色の髪の亜里沙』（和田慎二） - 自分を陥れた元親友に対する復讐として、皮膚を腐食させる毒を持つ細菌が使用される。
- 『ゴクウ』（寺沢武一） - 渡り鳥を媒介にした「マイズス菌」が武器商人によって開発、販売された。
- 『バビル2世』（横山光輝） - バベルの塔防衛システムとして細菌を噴霧する通路がある。
- 『新・旭日の艦隊』（荒巻義雄×飯島裕輔） - コミック版の終盤にナチス・ドイツによる細菌兵器が使用された。
- 『ラブ・シンクロイド』（柴田昌弘） - 地下都市の住民に対して細菌兵器が使用された。
- 『20世紀少年』 (浦沢直樹)  - 世界征服と人類滅亡を計画した“ともだち”によってウイルスや細菌兵器が使用された。
- 『さよなら絶望先生』 (久米田康治)  - 秘密研究所において、ウィルス兵器らしいものが開発された。主人公の兄も開発に関与した模様。

### ゲーム
- 『バイオハザード (ゲーム)』（カプコン） - 漏出したウイルス兵器により地方都市が壊滅する。
- 『スナッチャー』（コナミ） - 1991年 6月 6日 モスクワの『チェルノートン研究所』で謎の大爆発が発生し、研究中の細菌兵器『ルシファー(魔王)α』が漏れ、世界の約半分が死滅した。